# I Like It Like That
"I Like It Like That" is een hitsingle van de Amerikaanse soulgroep The Miracles. Het nummer werd uitgebracht in juni 1964 en zou oorspronkelijk later dat jaar nog uitgebracht worden op het gelijknamige album. Daarop zouden ook twee andere hits uit die van The Miracles op komen te staan, te weten "I Gotta Dance to Keep from Crying" en "That's What Love Is Made Of". Al snel nadat het album uitgebracht was, werd het echter alweer uit de winkels gehaald. Daardoor was "Greatest Hits from the Beginning", een compilatiealbum van de groep, pas het eerste album waarop "I Like It Like That" verscheen. Doordat het nummer in kwestie de enige single van The Miracles was uit 1964 die de top 30 van de poplijst wist te bereiken, was het het succesvolste liedje van de groep uitgebracht in dat jaar. Het werd namelijk een #27 hit op de poplijst van de Verenigde Staten. Daarnaast werd het een top 10-hit op de r&b-lijst van dat land.
"I Like It Like That" werd geschreven door de leadzanger van de groep, Smokey Robinson, in samenwerking met Marv Tarplin, die de gitarist van The Miracles was. Het was Tarplin die vooral het instrumentale gedeelte schreef, waaronder zijn intro op gitaar, terwijl Robinson de tekst schreef. Met de tekst van "I Like It Like That" wordt een feestje geschetst. Mensen worden opgeroepen om mee te klappen met de muziek en vooral lol te maken. Het nummer is zo opgenomen dat het lijkt alsof het feestje rechtstreeks aan de gang is. Dit komt doordat bijvoorbeeld klinkende glazen en stemmen te horen zijn. Deze techniek werd eerder al gebruikt in een ander nummer van The Miracles, namelijk bij "Mickey's Monkey". Het verschil tussen beide feestnummers is dat het nummer in kwestie een stuk langzamer is dan "Mickey's Monkey".
Zoals veel singles van The Miracles werd ook "I Like It Like That" meermaals gecoverd. De bekendste andere versies zijn die van Mitch Ryder & The Detroit Wheels en Bobby Vee, die ook de opvolger van "I Like It Like That", "That's What Love Is Made Of", opnam. Ook de B-kant van de single, "You're So Fine And Sweet", werd gecoverd. Dit keer waren het The Undertakers die een eigen versie uitbrachten. Wat opmerkelijk is aan "You're So Fine and Sweet" is dat het niet Smokey Robinson als leadzanger had. Daarentegen was het Bobby Rogers die lead zong. Hij had al eerder op een paar nummers van het kerstalbum van The Miracles de leadzang gedaan en verzorgde voor een groot deel samen met Robinson de hoofdzangpartij op een van hun grootste hits, "You've Really Got a Hold on Me".

## Bezetting
- Leadzang: Smokey Robinson
- Achtergrond: Bobby Rogers, Warren "Pete" Moore, Ronnie White en Claudette Robinson
- Instrumentatie: The Funk Brothers
- Gitaar: Marv Tarplin
- Schrijvers: Smokey Robinson en Marv Tarplin
- Productie: Smokey Robinson